# Дом Ашурбекова
Дом Ашурбекова (азерб. Aşurbəyovun evi) — особняк в столице Азербайджана, городе Баку. Здание было построено в 1904 году по заказу нефтепромышленника и мецената Теймур-бека Ашурбекова в качестве свадебного подарка его сыну Бала-беку. Архитектор здания — Иосиф Гославский. Последняя работа Гославского, который был «городовым архитектором» (главным архитектором) Баку. Постановлением Кабинета министров Азербайджанской Республики № 132 от 2 августа 2001 года здание охраняется государством и внесена в список памятников архитектуры.

## История
Особняк был построен в 1904 году в городе Баку по заказу Теймур-бека Ашурбекова в качестве свадебного подарка его сыну Бала-беку. На первом этаже дома располагалась контора Ашурбековых, а также квартира одного грузинского врача и его жены княгини Дадиани. На втором этаже в 12-комнатных апартаментах жил Бала-бек со своей семьей; На третьем этаже жил сам Теймур-бек Ашурбеков вместе с женой Туту-ханум и старшим сыном Али-беком.
Во время мартовских событий 1918 года, когда Теймур-бека Ашурбекова уже не было в живых, а Али-бек был в очередном путешествии, Ашурбековы были вынуждены оставить дом и скрываться от дашнаков в Сабунчи. Спасла же особняк учительница девочек Ашурбековых француженка мадемуазель Грейло. По воспоминаниям родившейся в этом доме дочери Бала-бека Ашурбекова, известного азербайджанского историка Сары Ашурбейли, Грейло вывесила у входа в дом французский флаг и, представив себя французской подданной, уберегла от погрома большую часть дома. Однако дашнаки, ворвавшись в дом с противоположной стороны, полностью разграбили квартиру Али-бека; а то, что невозможно было утащить, разбили и повредили. Так, были уничтожены роскошные 4-метровые зеркала, прекрасные фигурные обои, стенная роспись парадной. Лишь после установления власти Азербайджанской Демократической Республики в 1918 году Ашурбековы смогли вернуться в свой особняк.
После оккупации Азербайджана советской армией в 1920 году дом Ашурбеков был конфискован. Бала-бек Ашурбеков вместе с семьёй переехал в Стамбул. Однако в 1925 году, посчитав, что преследования закончились, Ашурбеков, опять же вместе с семьей, вернулся в Баку. В 1937 году Бала-бек Ашурбеков был репрессирован и расстрелян.

## Архитектурные особенности
Дом, благодаря удачному расположению, открывался сразу с трёх улиц: Каменистой (впоследствии ул. Щорса, ныне — Башира Сафароглу), Прачечной (впоследствии ул. Гоголя) и Церковной (впоследствии ул. Пролетарская, ныне — Видади). Трёхэтажное здание расположено в одном из центральных кварталов города и имеет квадратную площадь.
В архитектурном решении дома прослеживается эклектическое сочетание классицизма и барокко, а именно — стилистически дом построен в формах барокко, но ритм и членения отражают классические приёмы. Планировка выполнена в замкнутой форме с внутренним двориком и галереей-шушебенд, отвечая бакинским традициям начала XX века.
Комнаты, выходящие на улицы Гоголя и Сафароглу, расположены в два ряда. Помещения, выходящие на улицу Видади, компактны и расположены в один ряд. Лестницы размещены по взаимно перпендикулярной оси, парадная и тыльная лестницы занимают ответственное место в структуре основных стен. Углы здания срезаны под 45 градусов, комнаты просторные. На этажах есть балконы, углы выполнены в стиле открытого эркера. Фасады богато декорированы орнаментированными архитектурными деталями каменной резьбы. Балконы доминирующего угла украшают колонны с коринфскими капителями и прекрасные кованые решётки в барочном стиле.
Уютный двор, комфортабельные апартаменты, богатство интерьеров, торжественность лестничных пролётов с настенной живописью — фирменный почерк проектов Гославского. Архитектурная композиция, представленная подчёркнутыми угловыми объёмами с куполами, решает и градостроительную позицию в структуре исторических кварталов.
Над главным входом — вензель с тремя исполненными готической вязью латинскими буквами «T.А.А.» — Теймур-бек и Аслан-бек Ашурбековы. Бала-бек Ашурбеков велел расписать парадные дома со стороны Церковной и Каменистой улиц, пригласив для этого одного из известных бакинских живописцев. К сожалению, от этой росписи, осталась лишь небольшая её часть — картина «Оазис».

## Галерея

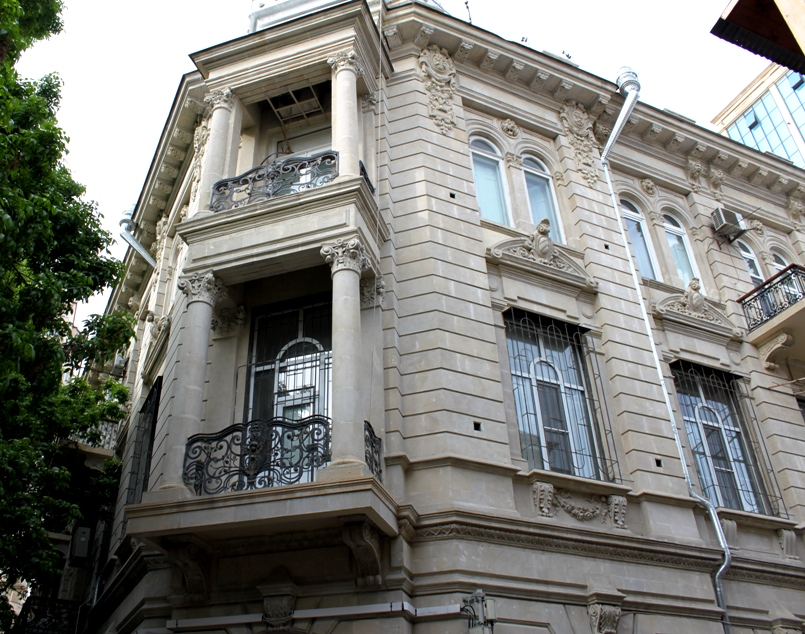
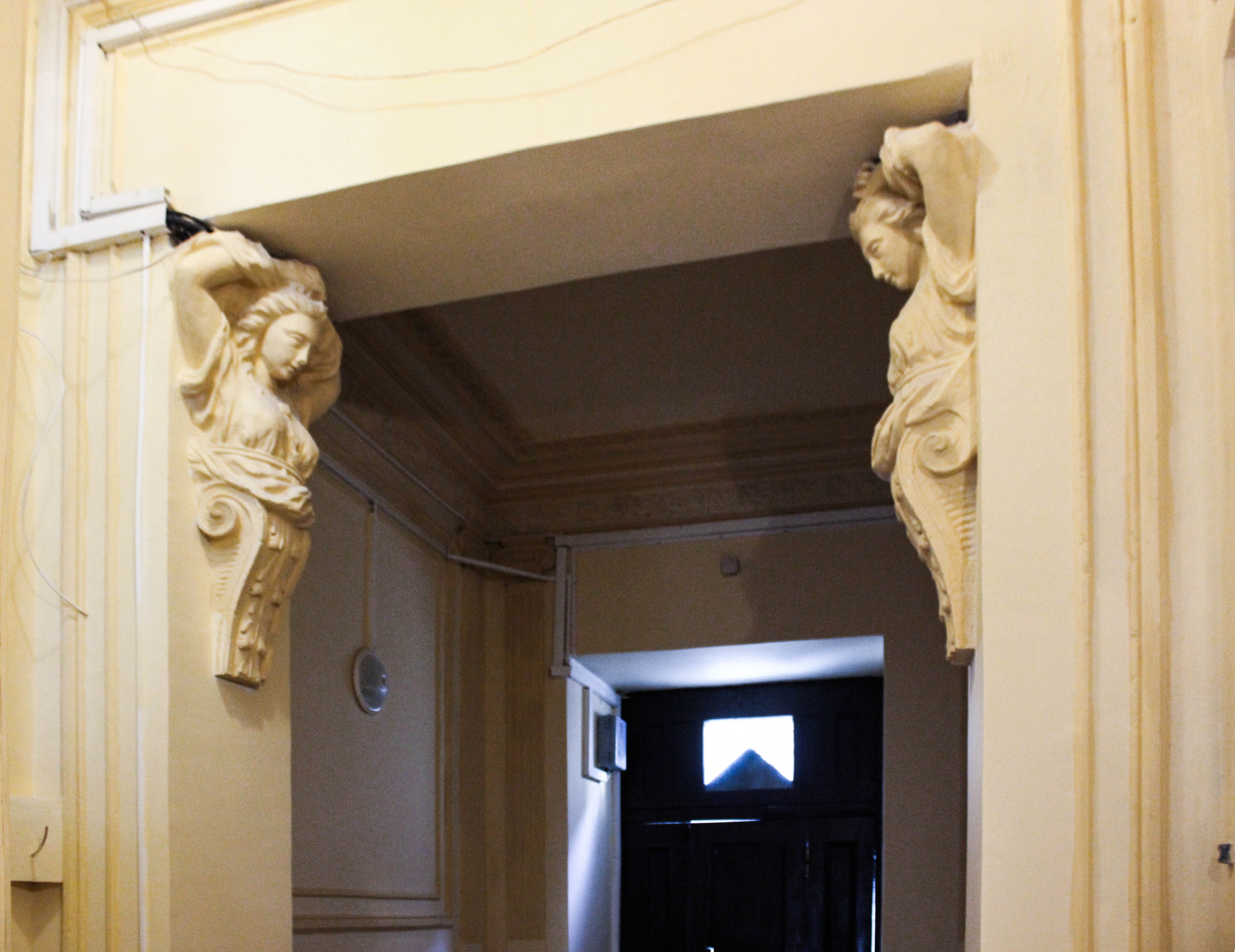
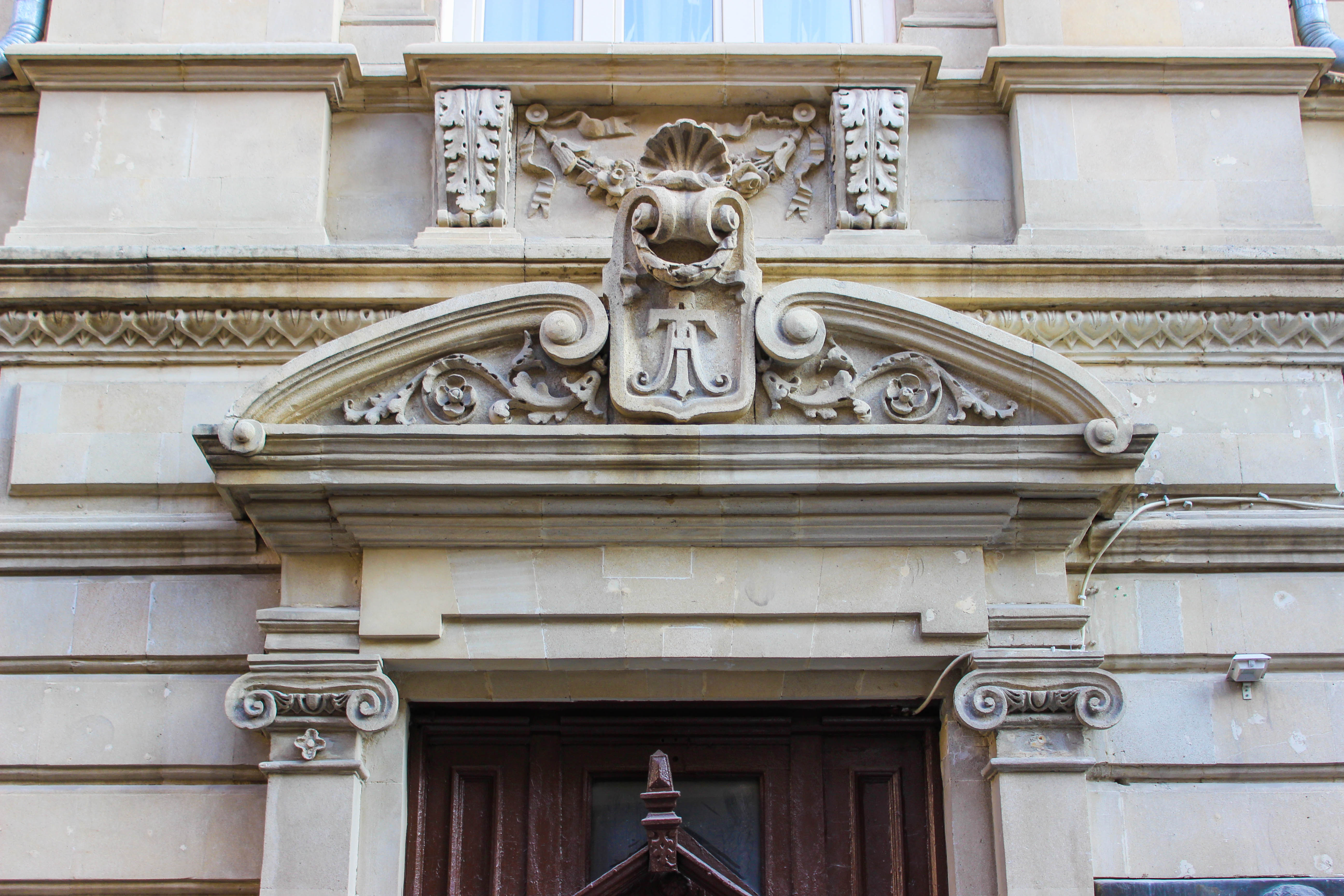
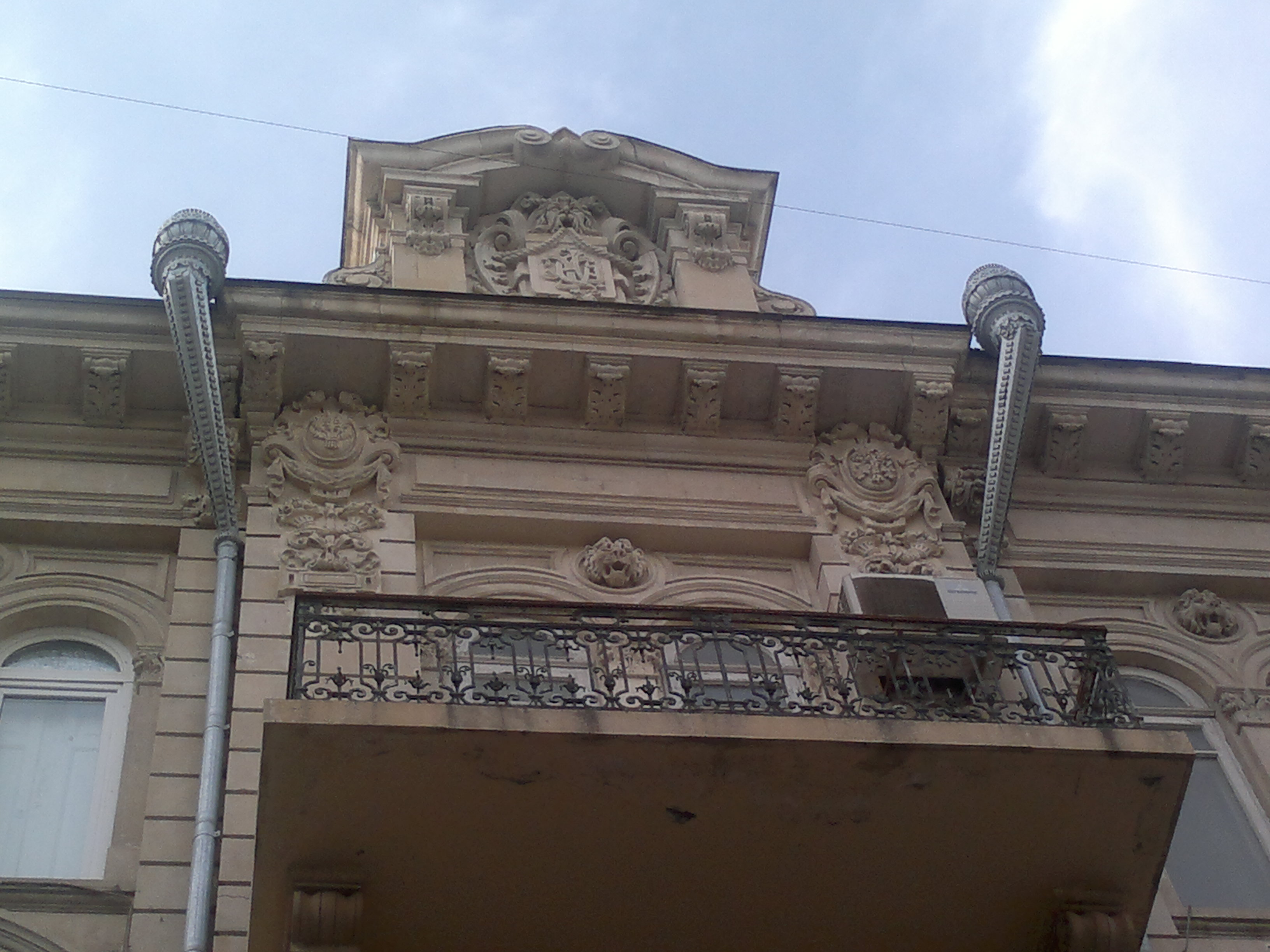
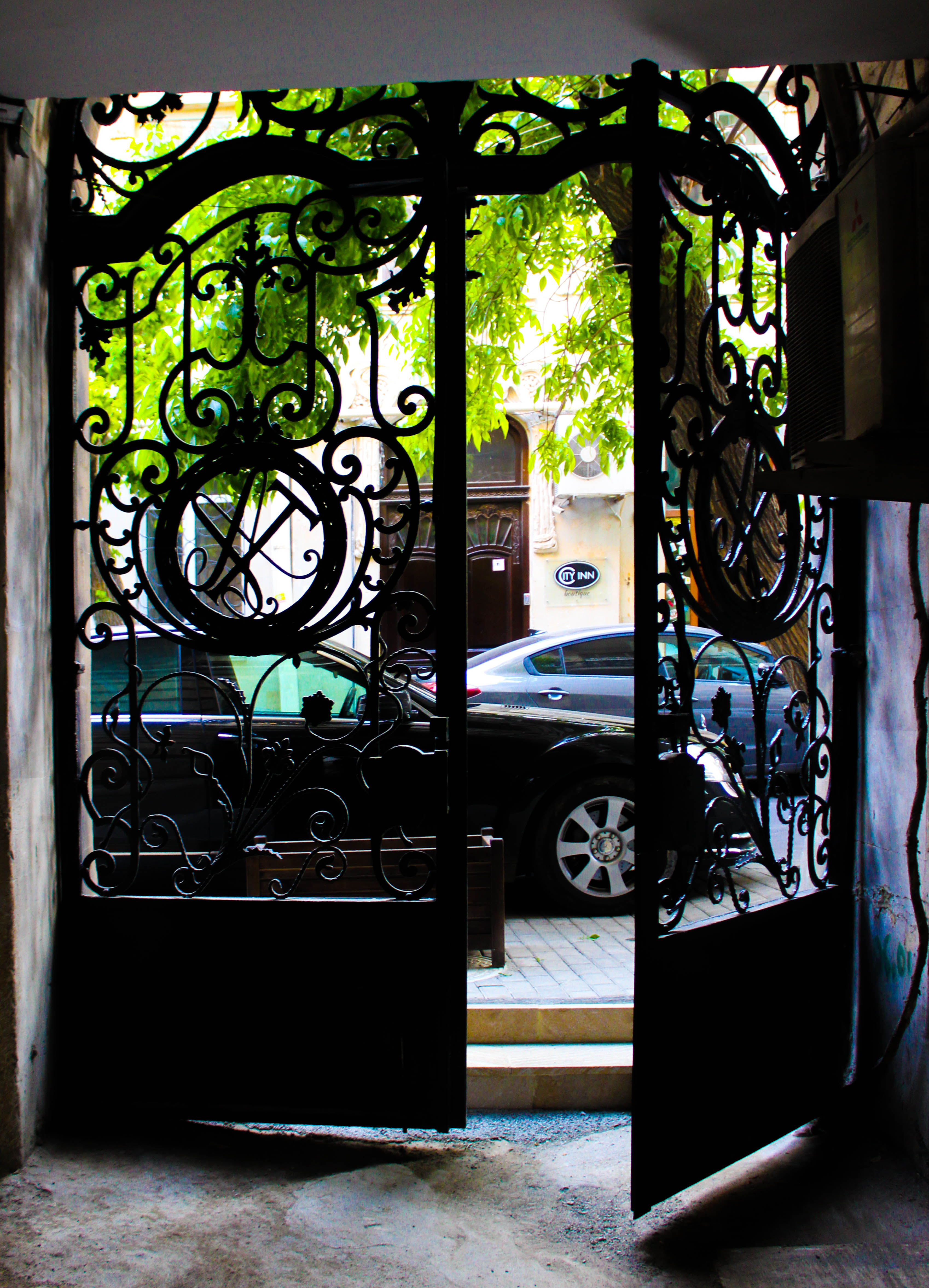
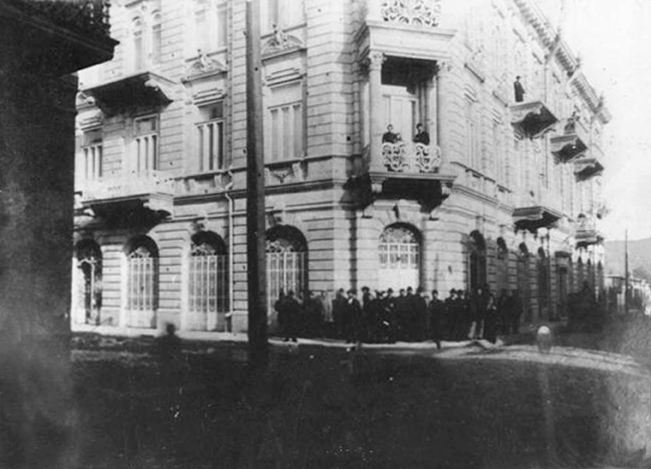
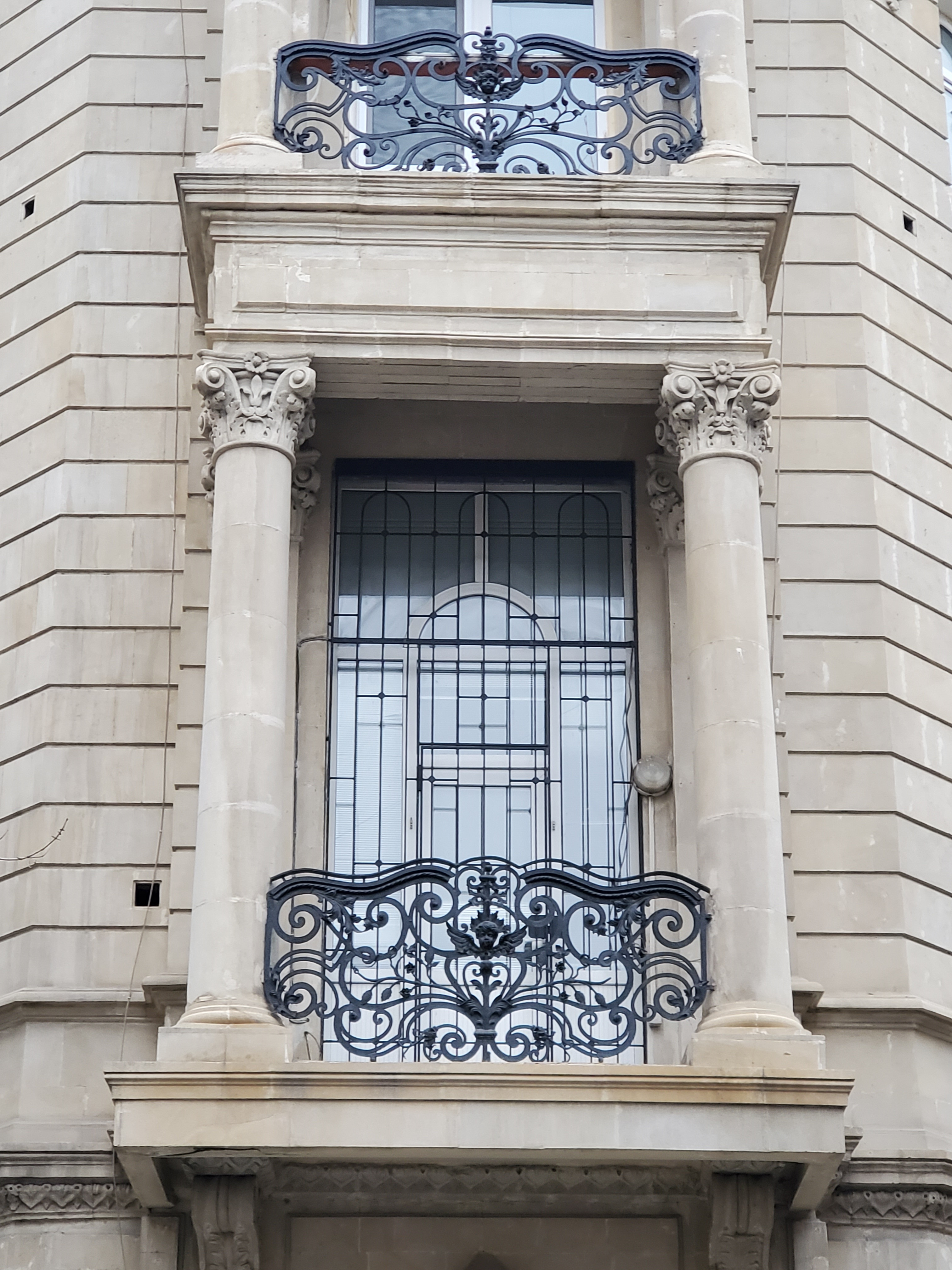